# Herzblattgewächse
Herzblattgewächse (Parnassioideae) sind eine Unterfamilie in der Familie Spindelbaumgewächse (Celastraceae) innerhalb der Ordnung der Spindelbaumartigen (Celastrales).

## Beschreibung
Es sind ausdauernde krautige Pflanzen. Die wechselständig und spiralig angeordneten Blätter stehen meist in einer grundständigen Rosette zusammen. Die einfachen, lang gestielten Laubblätter weisen einen gesägten oder glatten Blattrand auf. Nebenblätter fehlen.
Die einzeln stehenden, zwittrigen, radiärsymmetrischen Blüten sind fünfzählig. Die fünf Kelchblätter sind frei oder an der Basis leicht verwachsen. Wenn Kronblätter vorhanden sind, dann sind die fünf frei. Es ist ein Kreis mit fünf freien, fruchtbaren Staubblättern vorhanden, die sich mit fünf gelbgrünen sterilen Nektarblättern (Staminodien) (innerer Staubblattkreis) abwechseln. Drei bis vier (selten fünf) Fruchtblätter sind zu einem (synkarpen) hauptsächlich oberständigen bis halbunterständigen Fruchtknoten verwachsen. Jede Blüte enthält einem dicken Griffel mit drei bis vier Narben. Die Bestäubung erfolgt durch Insekten (Entomophilie).
Es werden drei- bis vierfächerige Kapselfrüchte gebildet, die viele Samen enthalten. Die geflügelten Samen sind verglichen mit verwandten Taxa relativ klein.

## Systematik
Zu Erstveröffentlichungen: Die Familie Parnassiaceae wurde 1820 unter dem Namen „Parnassiae“ von Ivan Ivanovič Martinov in Tekhno-Bot. Slovar, S. 456, veröffentlicht. Eine Erstbeschreibung unter dem Namen „Parnassieae“ für die Unterfamilie, heute richtig Parnassioideae, wurde 1832 von George Arnott Walker Arnott in Encyclopedia Britannica, 7. Auflage, 5, S. 98, veröffentlicht. Eine Tribus Parnassieae wurde von Barthélemy Charles Joseph Dumortier in Florula Belgica, 1827, S. 115, veröffentlicht.
Molekulargenetische Untersuchungen haben dazu geführt, dass diese zwei Gattungen, die man früher in eigene Familien oder in die Familie der Saxifragaceae gestellt hat, in die Ordnung Celastrales eingegliedert worden sind, und es hat sich gezeigt, dass die Celastraceae nur monophyletisch sind, wenn diese zwei Gattungen als Unterfamilie mit in der Familie Celastraceae stehen, siehe APG III. Deshalb sind Parnassiaceae Martinov und Lepuropetalaceae Nakai nur noch Synonyme für Parnassioideae Arn.
In der Unterfamilie der Herzblattgewächse (Parnassioideae) gibt es zwei Gattungen mit 51 Arten:
- Herzblatt (Parnassia): Mit etwa 50 Arten in der Holarktis.
- Lepuropetalon Elliot (Syn.: Cryptopetalum Hook. & Arn.): Ist eine monotypische Gattung mit der einzigen Art:
  - Lepuropetalon spathulatum: Mit Vorkommen in den südöstlichen USA bis Mexiko und in Chile.

## Bilder
Sumpf-Herzblatt (Parnassia palustris):

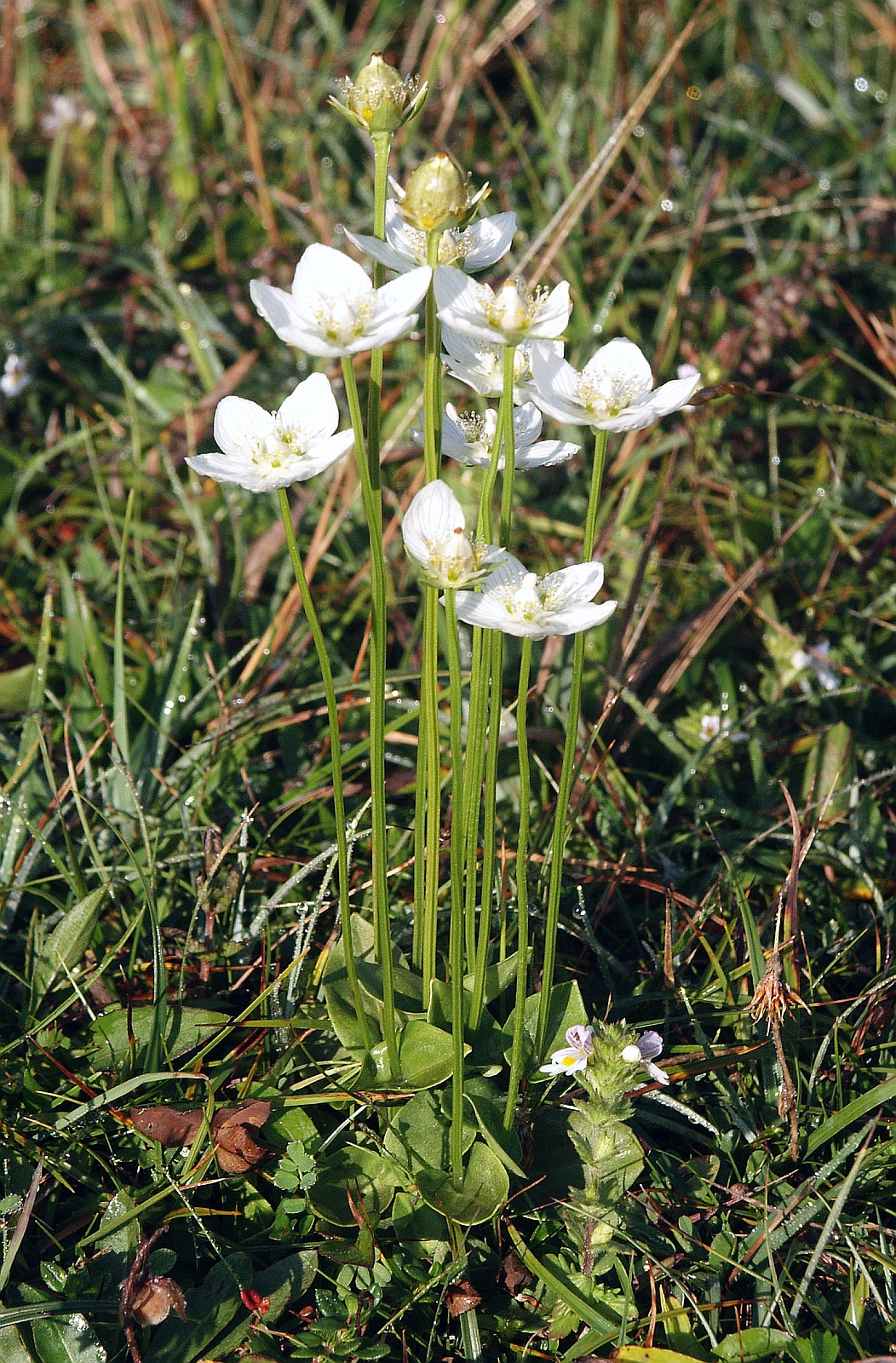
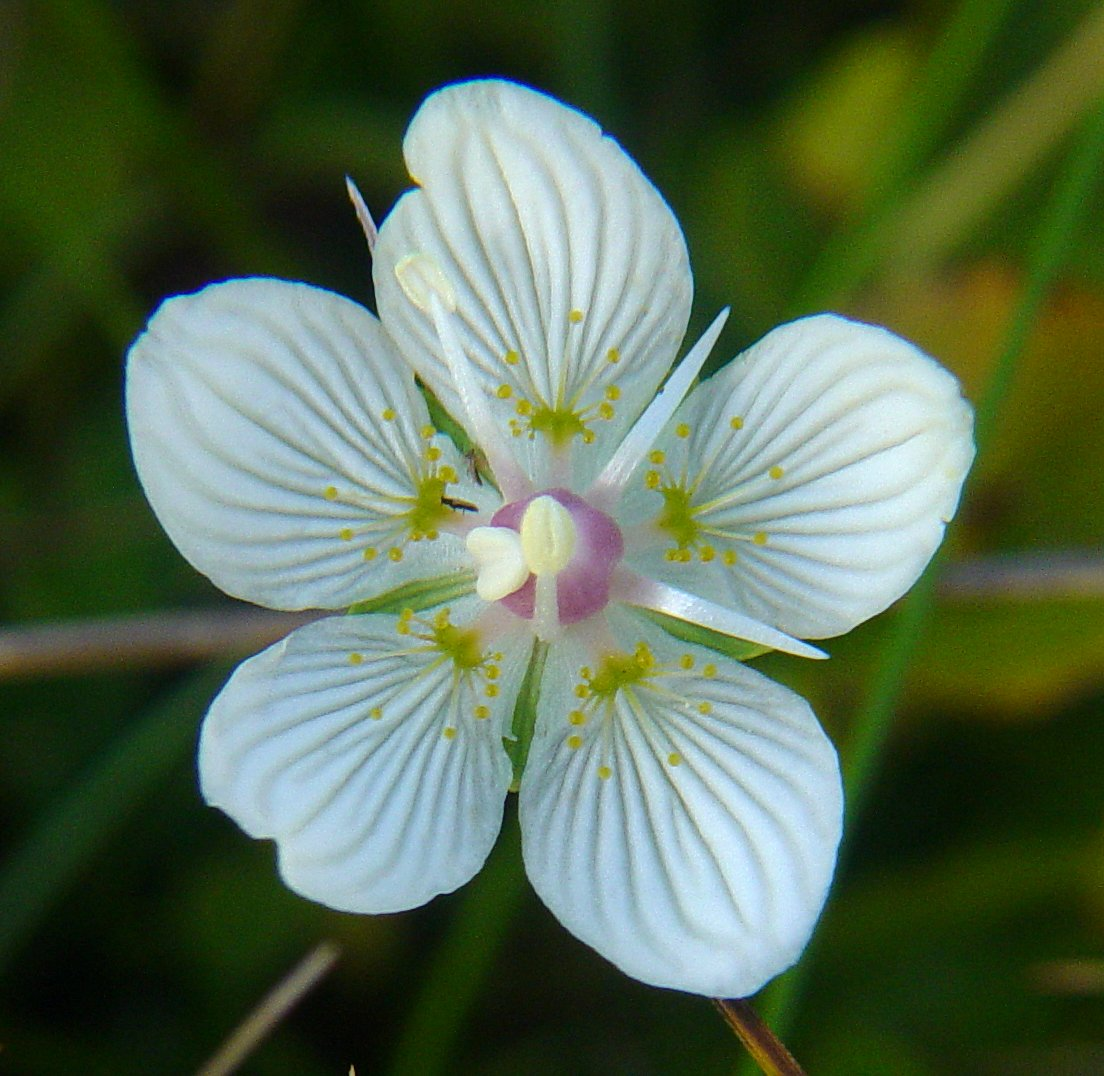
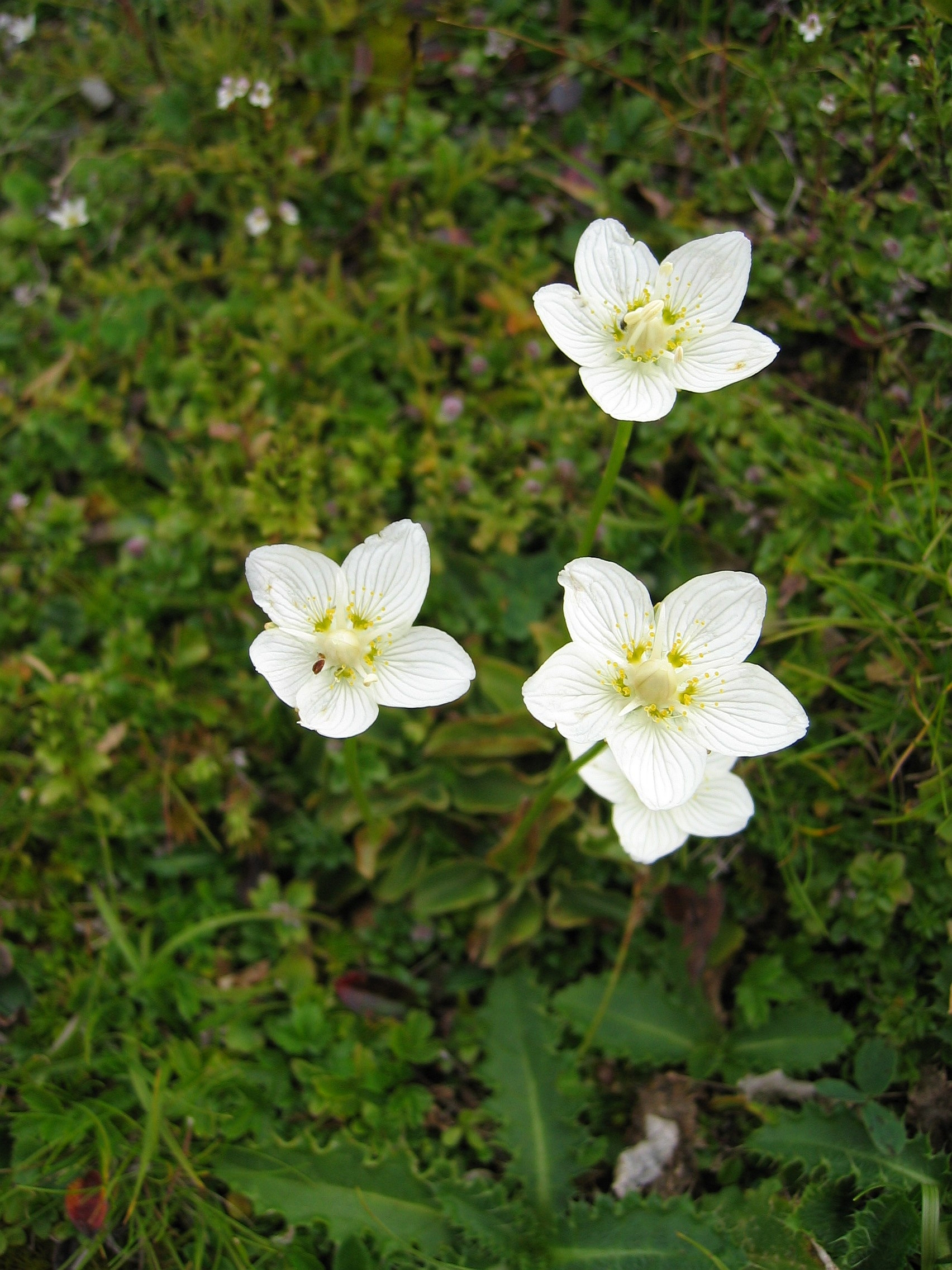